# Cratere Hermione
Hermione è un cratere sulla superficie di Teti.